# المعهد الوطني الملكي للمكفوفين
رابطة المعهد الوطني الملكي للمكفوفين وكان يُعرف سابقًا باسم المعهد الوطني الملكي للمكفوفين، هي مؤسسة خيرية بريطانية، تأسست عام 1868، تخدم الأشخاص الذين يعانون من ضعف البصر. تعتبر رائدة في مجال دعم الأشخاص في المملكة المتحدة الذين يعانون من فقدان البصر. تسعى المنظمة إلى زيادة الوعي بالتجارب الحياتية للأشخاص المكفوفين أو ضعاف البصر. بالإضافة إلى ذلك، تقوم بحملات لجعل الخدمات مثل الرعاية الصحية والتعليم ووسائل النقل العام أكثر أمانًا ويسرًا للأشخاص ذوي الإعاقات البصرية.
قامت لجنة المؤسسات الخيرية في إنجلترا وويلز بالتحقيق في المؤسسة الخيرية من عام 2018 إلى عام 2020، ووجدت العديد من الإخفاقات التي وصفها الرئيس التنفيذي للمفوضية بأنها "واحدة من أسوأ الأمثلة التي اكتشفناها على سوء الإدارة والرقابة التي كان لها تأثير مباشر على الأشخاص الضعفاء". بدأت المؤسسة الملكية الملكية للمدارس في بيع جميع مدارسها ومنازلها ومؤسساتها الأخرى الثمانية عشر.

## تاريخ
تأسست الجمعية الملكية البريطانية للكتاب المكفوفين لأول مرة في 16 أكتوبر 1868 باعتبارها الجمعية البريطانية والأجنبية لتحسين الأدب المنقوش للمكفوفين. الاجتماع الأول، الذي عقد في 33 كامبريدج سكوير، هايد بارك، لندن، شارك فيه المؤسس توماس رودس أرميتاج ( طبيب كان يعاني من ضعف البصر) ودانيال كونولي، و دبليو دبليو فين  والدكتور جيمس جيل  (وكان الثلاثة جميعهم مكفوفين). لاحقًا، أصبحت المنظمة هي الجمعية البريطانية والأجنبية للمكفوفين لتحسين الأدب المنقوش للمكفوفين وتعزيز توظيف المكفوفين - والتي تُختصر عمومًا إلى الجمعية البريطانية والأجنبية للمكفوفين.
في عام 1914، انتقلت المنظمة إلى مقر أكبر في شارع بورتلاند العظيم. من عام 2000 حتى عام 2023، عملت RNIB من مقرها في شارع جود، في بلومزبري، لندن، والذي شاركته مع كلاب الإرشاد. في عام 2023، افتتحت دوقة إدنبرة المقر الرئيسي الجديد للمنظمة في مبنى جريمالدي على طريق بينتونفيل، لندن، والذي حصلت علي التلبية لحتياجات الأشخاص المكفوفين أو ضعاف البصر أو المصابين باضطرابات عصبية.
لقد شملت مهمة RNIB دائمًا القراءة والكتابة (على سبيل المثال برايل )، والتعليم والتوظيف. منذ القرن العشرين، أصبحت الرعاية الاجتماعية والدعم الاجتماعي أمرًا مهمًا. ومع ذلك، لم يصبح الاهتمام بصحة العين محورًا رئيسيًا إلا في أواخر ثمانينيات القرن العشرين. في السابق، كانت صحة العين تعتبر من اختصاص أطباء العيون وأخصائي البصريات فقط.
في عام 1914، غيرت المنظمة اسمها إلى المعهد الوطني للمكفوفين، أو NIB، لتعكس مكانتها كهيئة وطنية تشارك في جميع جوانب رعاية المكفوفين. تمت إعادة تسمية المنظمة رسميًا إلى المعهد الوطني الملكي للمكفوفين في عام 1953، بعد أن حصلت على ميثاق ملكي في عام 1949. في عام 2002، تمت إعادة تسمية المنظمة إلى المعهد الوطني الملكي للمكفوفين (أي "للمكفوفين" وليس "للمكفوفين") عندما أصبحت منظمة عضوية. تزامنًا مع إطلاق استراتيجية رؤية المملكة المتحدة في عام 2008، تمت إعادة تسميته إلى المعهد الوطني الملكي للمكفوفين. في أكتوبر 2008، اتفقت RNIB و العمل من أجل المكفوفين من حيث المبدأ على دمج بعض الخدمات في جميع أنحاء إنجلترا. بدأ الترتيب الجديد في أبريل 2009، مما أدى إلى أن تصبح العمل من أجل المكفوفين مؤسسة خيرية تابعة لـ RNIB. دمجت مع RNIB في 1 أبريل 2017.
آنا تايلور، التي تعاني من ضعف البصر، كانت رئيسة RNIB منذ عام 2020. عين مات سترينجر رئيسًا تنفيذيًا في عام 2019. الملك تشارلز الثالث هو راعي الجمعية الخيرية. كانت والدته، الملكة إليزابيث الثانية، راعية المعهد الملكي الملكي للمعلمين طوال فترة حكمها (1952-2022).

## البرامج والخدمات
يتيح خط المساعدة التابع لـ RNIB الوصول إلى خبراء فقدان البصر لطرح الأسئلة والحصول على الإرشادات.
تتضمن مجموعة خدمات القراءة الواسعة التي تقدمها RNIB خدمة RNIB مشاركة الكتب- وهي مكتبة مجانية تضم أكثر من مليون عنصر، والتي تدعم الطلاب وغيرهم في التعليم بمجموعة ضخمة من الكتب المدرسية والمواد المتاحة - وخدمة الكتب، وهي خدمة تأسست لأول مرة في عام 1935، والتي توفر آلاف الكتب الصوتية، سواء كانت خيالية أو غير خيالية.
تهدف خدمة ECLO (ضباط الاتصال برعاية العيون) التابعة لـ RNIB إلى مساعدة المرضى على فهم تأثير تشخيص فقدان البصر وتوجيههم إلى مصادر الدعم المناسبة.
منذ الخمسينيات من القرن العشرين، أصبحت شخصية الدمية للأطفال سوتي ميزة حصرية في صناديق جمع التبرعات الخاصة بالجمعية الخيرية.

## الحملات الانتخابية
تقوم RNIB بحملات لتغيير السلوكيات والتصورات حول فقدان البصر. شاركت في العديد من الحملات واسعة النطاق بما في ذلك الدعوات إلى العمل لإنشاء نظام نقل عام أكثر أمانًا وشاملاً. في عام 2023، لعبت الجمعية الخيرية دورًا رئيسيًا في حملة وطنية لإلغاء خطط إغلاق مكاتب التذاكر في محطات القطار. في عام 2022، أطلقت الجمعية الخيرية أكبر حملة إعلانية لها على الإطلاق، انظر إلى الشخص، وليس إلى فقدان البصر، لزيادة الوعي بفقدان البصر والدعم الذي قد يحتاجه الأشخاص الذين يعانون من ضعف البصر. إلى جانب مؤسسات خيرية صحية رائدة أخرى، قامت RNIB بالضغط طوال عام 2023 من أجل دعم أفضل للأشخاص ذوي الإعاقة في جميع أنحاء هيئة الخدمات الصحية الوطنية (NHS).
لقد قامت الجمعية الخيرية بحملة من أجل فرض الاقتراع السري الإلزامي للأشخاص ذوي الإعاقات البصرية. بعد الانتخابات العامة لعام 2024، أرسلت RNIB رسالة مفتوحة إلى 10 داونينج ستريت تسلط الضوء على أنه وفقًا لأبحاثها، حرم ما يقرب من 87٪ من مواطني المملكة المتحدة ذوي الإعاقات البصرية من حقهم في التصويت سراً. وتأتي هذه الحملة في أعقاب حكم قضائي صدر عام 2019 وأعلن أن ترتيبات التصويت الحالية في المملكة المتحدة للأشخاص المكفوفين أو ضعاف البصر غير قانونية. وأشارت الجمعية الملكية البريطانية للمكفوفين إلى أنه على الرغم من الحكم، فإن غالبية الناخبين من ذوي الإعاقة البصرية في المملكة المتحدة يفعلون ذلك باستخدام التكنولوجيا التي تتطلب منهم أن يكونوا مصحوبين إلى حجرة التصويت وأن يقرأ مساعد خياراتهم بصوت عالٍ. اعتبارًا من 2024 في المملكة المتحدة، صوت شخص واحد فقط مصاب بالعمى سراً باستخدام جهاز يُعرف باسم قارئ ماكجوناجل. يتضمن ذلك مشغل صوت مع سماعات رأس ونموذج بلاستيكي لتحديد المربعات الموجودة على الورق.

## المدارس والمنازل والمؤسسات الأخرى
كانت مؤسسة RNIB تدير عددًا من المدارس والمنازل والمؤسسات الأخرى. في عام 2018، كان تقرير Ofsted شديد الانتقاد لمركز RNIB Pears للتعلم المتخصص، بالقرب من كوفنتري، والذي كان يتألف من مدرسة ومنزل للأطفال، تأسس في عام 1957 باسم مدرسة رشتون. ووصفت هيئة معايير التعليم والتدريب (أوفستد) أداء النظام بأنه غير كاف في ثلاث فئات ويتطلب التحسين في الفئتين الأخريين. وسلطت الضوء على الفشل في حماية الأطفال المعرضين للخطر وفي تدريب الموظفين لدعمهم. وفي وقت لاحق من ذلك العام، أعلنت RNIB أنها لم تتمكن من إجراء تحسينات كافية وأغلقت المركز؛ واستقال الرئيس التنفيذي لـ RNIB.
وفي عام 2018 أيضًا، أطلقت لجنة المؤسسات الخيرية في إنجلترا وويلز تحقيقها الخاص في مؤسسة RNIB بعد مزاعم خطيرة حول وجود خلل في النظام داخل المنظمة. في عام 2020، قضت اللجنة بوجود عيوب كبيرة في الإدارة والإشراف والتوظيف مما أدى إلى تكرار الحوادث حيث تعرض الشباب في رعاية المؤسسة الخيرية للخطر أو الأذى. وصف الرئيس التنفيذي لهيئة المؤسسات الخيرية هذا التحقيق بأنه "من أسوأ الأمثلة التي كشفناها على سوء الإدارة والرقابة اللذين يؤثران بشكل مباشر على الفئات الأكثر ضعفًا". وذكرت الهيئة أن إدارة المؤسسة الملكية الوطنية للمدارس (RNIB) لخدمات الأطفال ذوي الاحتياجات المعقدة كانت أقل بكثير من التوقعات وأن مجلس إدارة المؤسسة الخيرية ركز على الامتثال التنظيمي الضيق، متجاهلًا انتقادات الهيئات التنظيمية التي كانت مسؤولة أمامها - هيئة جودة الرعاية ومكتب معايير التعليم وخدمات الأطفال والمهارات (Ofsted). وقد وجدت اللجنة إخفاقات في التدريب، والحماية، وحفظ السجلات، والإبلاغ، والاستجابة للشكاوى، وإدارة الأدوية، فضلاً عن حالات الضرر.
وأفادت التقارير بعد ذلك أن مؤسسة RNIB كانت تبيع جميع دور الرعاية والمدارس الثمانية عشر التابعة لها. أصدرت لجنة المؤسسات الخيرية تحذيرًا رسميًا لـ RNIB وطلبت منها إصلاح حوكمتها وإدارتها وثقافتها. وفي ضوء التقدم الذي أحرزته RNIB في تنفيذ خطة العمل، سحبت لجنة المؤسسات الخيرية قرارها المعاكس في يونيو 2022.